# صلاة الكسوف

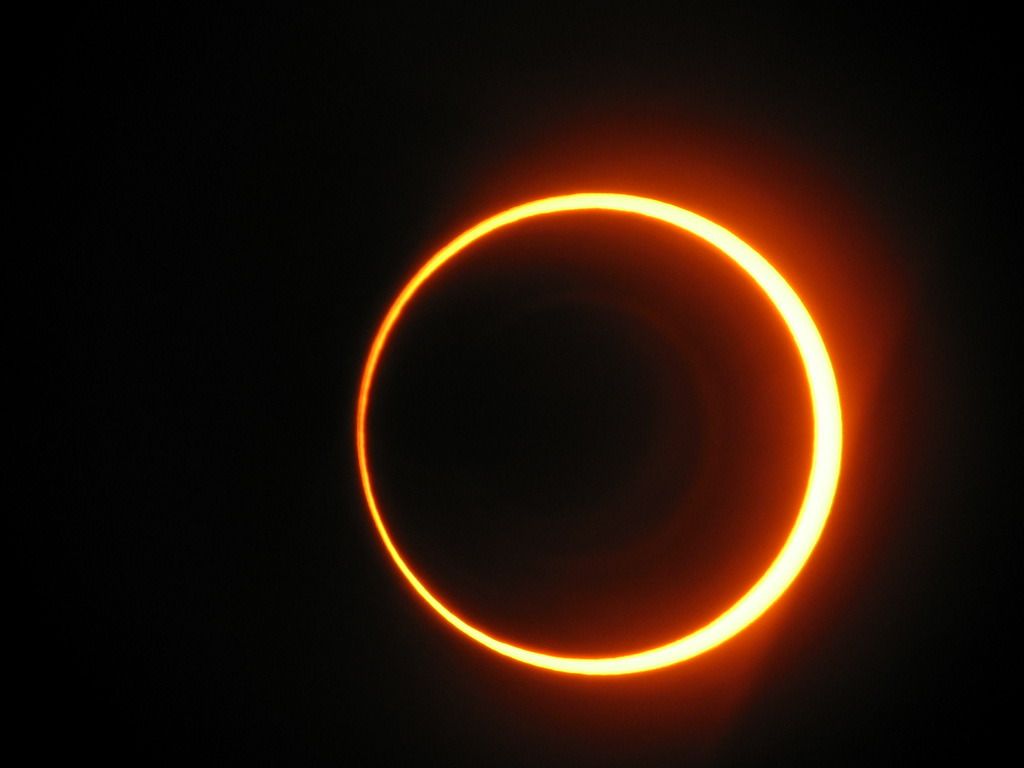
كسوف حلقي للشمس. صلاة الكسوف سنة مؤكدة، وعدد ركعاتها: «ركعتان» ويُسن الخروج لأدائها في جماعة، بلا أذان ولا إقامة.
صلاة خسوف القمر جهرية لأنها صلاة ليلية، وصلاة كسوف الشمس سرّية لأنها صلاة نهارية.
وقتها من ابتداء الكسوف إلى ذهابه ولا تصلى حتى يرى الناس الكسوف لقوله - صَلَّى اللَّهُ عَلَيْهِ وَسَلَّمَ -:. رواه مسلم.

صلاة الكسوف أو صلاة الكسوفَين، هي نوع من أنواع صلاة النفل المؤقت بسبب كسوف الشمس أو خسوف القمر، وتسمى: «صلاة الكسوف» أو «صلاة الخسوف» ويسميان أيضاً: «صلاة الكسوفين» وهما: سنة مؤكدة، وعددها «ركعتان»، في كل ركعة: قيامان وقراءتان وركوعان وسجودان. ويُسن الخروجُ لأدائها في جماعة، بلا أذان ولا إقامة، بل ينادى لها «الصلاة جامعة». ويندب بعدها أن يخطب الإمام، ويعظ الناس، ويذكرهم بالرجوع إلى الله تعالى. ويستحب مع ذلك أيضا: الإكثار من الذكر والاستغفار والدعاء. ويبدأُ وقت الصلاة من تحقق الكسوف، وينتهي بانجلاء الكسوف أو الخسوف.
صلاة خسوف القمر جهرية لأنها صلاة ليلية، وصلاة كسوف الشمس سرّية لأنها صلاة نهارية، ووقتها من ابتداء الكسوف إلى ذهابه ولا تصلى حتى يرى الناس الكسوف لقوله - صَلَّى اللَّهُ عَلَيْهِ وَسَلَّمَ -: «إذا رأيتم شيئاً من ذلك فصلوا حتى ينجلي». رواه مسلم.
"عن أبي بكرة قال: كنا عند رسول الله ﷺ، فانكسفت الشمس، فقام النبي ﷺ يجر رداءه، حتى دخل المسجد، فدخلنا فصلى بنا ركعتين، حتى انجلت الشمس، فقال ﷺ : "إن الشمس والقمر لا ينكسفان لموت أحد، فإذا رأيتموهما فصلوا وادعوا حتى يُكشف ما بكم".

## صلاة الكسوف
صلاة الكسوف من أنواع صلاة النفل وكيفيتها المشروعة كغيرها من الصلوات إلا في بعض الخصائص. فتبدأ بالنية مع استقبال القبلة والتكبير، ثم قراءة سورة الفاتحة، ويستحب بعدها تطويل القراءة. ثم يركع ويطيل الركوع، ثم يرفع من الركوع، ثم يقرأ بعد الفاتحة، بتطويل أقل مما سبق، ثم يركع بتطويل أقل من الركوع السابق، ثم يسجد السجدتين، بتطويل، وأولاهما أطول، ثم يقوم للركعة الثانية، ويفعل فيها كما فعل في الركعة الركعة الأولى، ويكمل صلاته ويتشهد ويسلم.
وقد كُسفت الشمس في زمن حياة رسول الله محمد ﷺ. فقام وصلى بالناس وخطب، وبّيَّن أن الشمس والقمر آيتان من آيات الله لا ينكسفان لموت أحد ولا لحياته، وحث المسلمين عندها على الصلاة، والإكثار من الذكر والاستغفار.

عن ابنِ عمر عن النبي قال: «إِن الشمس والقمر لا يخسفانِ لموت أَحد ولا لحياته ولكنهما آيتانِ من آيات اللّه فإِذا رأَيتموها فصلوا».
فظاهرة الكسوف والخسوف وإن أمكن معرفة أسبابها، والتنبؤ عنها، تدل على قدرة الله على كل شيء، وأنه وحده المستحق للعبادة.
قال الله تعالى:
﴿وَمِنْ آيَاتِهِ اللَّيْلُ وَالنَّهَارُ وَالشَّمْسُ وَالْقَمَرُ لَا تَسْجُدُوا لِلشَّمْسِ وَلَا لِلْقَمَرِ وَاسْجُدُوا لِلَّهِ الَّذِي خَلَقَهُنَّ إِنْ كُنْتُمْ إِيَّاهُ تَعْبُدُونَ ۝٣٧﴾

## التسمية
يطلق الكسوف على الشمس والخسوف على القمر.
صلاة الكسوف أو صلاتي الكسوف أو صلاة الكسوفين كلها تسميات مستعملة تطلق على نوع من أنواع صلاة النفل. وتسمى بذلك؛ نسبة إلى سببها المؤقت بالزمن الذي تؤدى فيه. فسبب صلاة الكسوف هو: كسوف الشمس. وسبب صلاة الخسوف هو: خسوف القمر. وكلا الصلاتين تسمي أيضا صلاة الكسوف.

## كيفيتها وما يقرأ فيها
هي ركعتان في كل ركعة قيامان وقراءتان وركوعان وسجودان.
يقرأ في الأولى الفاتحة وسورة طويلة، ثم يركع طويلاً، ثم يرفع، ولا يسجد، بل يكمل قراءة السورة الطويلة أو يقرأ سورة أخرى دون الفاتحة، ثم يركع، ثم يرفع، ثم يسجد سجدتين طويلتين، ثم يصلى الثانية كالأولى، لكن دونها في كل ما يفعل، ثم يتشهد ويسلم.
عَنْ أَبِي بَكْرَةَ رَضِيَ اللَّهُ عَنْهُ قَالَ: «انْكَسَفَتْ الشَّمْسُ عَلَى عَهْدِ رَسُولِ اللَّهِ صَلَّى اللَّهُ عَلَيْهِ وَسَلَّمَ فَصَلَّى رَكْعَتَيْنِ».
يكبر ويقرأ قراءة طويلة بعد الاستفتاح، ثم يركع ويطيل، ثم يرفع ويقرأ الفاتحة ويقرأ بعدها ما تيسر ويطيل، لكن دون القراءة الأولى، ثم يركع ويطيل لكن دون الركوع الأول، ثم يرفع ويطيل لكن دون الرفع الأول، ثم يسجد سجدتين طويلتين، ثم يقوم فيقرأ ويطيل، لكن دون القراءة السابقة، ثم يركع ويطيل لكن دون الركوع السابق، ثم يرفع ويقرأ الفاتحة وما تيسر معها، ويطيل لكن دون ما قبله، ثم يركع ويطيل لكن دون ما قبله، ثم يركع بعد الركوع الثاني ويطيل بعض الإطالة مما قبله، ثم يسجد سجدتين طويلتين، ثم يقرأ التشهد التحيات والصلاة على النبي صلى الله عليه وسلم والدعاء ثم يسلم.

## سبب الصلاة
سبب صلاة الكسوفين في الإسلام، هو: كسوف الشمس وخسوف القمر باعتبار أن مشروعية هذه الصلاة مؤقت بهاتين الظاهرتين. فالشمس والقمر آيتان من آيات الله لا ينكسفان لموت أحد ولا لحياته، ولا لغيرها من المعتقدات الفاسدة التي بين الإسلام بطلانها، وأكده العلم الحديث.
حدوث الكسوفين من الظواهر الكونية، وسبب لقيام المخلوق في ظروف استثنائية لعبادة الله خالق كل شيء، والرجوع إليه والخوف منه والصلاة والاستغفار والذكر والدعاء.
وإذا أمكن بالعلم الحديث معرفة سبب حادثة الكسوفين أو التنبؤ عنها؛ فهذا لا يتعارض مع الشرع، بل يؤكد أن هذا الإبداع الدقيق دليل على قدرة الله المستحق للعبادة وحده.

## دليل الكيفية
عَنْ عَائِشَةَ رَضِيَ اللَّهُ عَنْهَا قالت: «جَهَرَ النَّبيُّ صَلَّى اللَّهُ عَلَيْهِ وَسَلَّمَ فِي صَلَاةِ الْخُسُوفِ بِقِرَاءَتِهِ فَإِذَا فَرَغَ مِنْ قِرَاءَتِهِ كَبَّرَ فَرَكَعَ وَإِذَا رَفَعَ مِنْ الرَّكْعَةِ قَالَ سَمِعَ اللَّهُ لِمَنْ حَمِدَهُ رَبَّنَا وَلَكَ الْحَمْدُ ثُمَّ يُعَأوِدُ الْقِرَاءَةَ فِي صَلَاةِ الْكُسُوفِ أَرْبَعَ رَكَعَاتٍ فِي رَكْعَتَيْنِ وَأَرْبَعَ سَجَدَاتٍ». متفق عليه – الموضع السابق -.

### دليل الكيفية
"عن عائشة زوج النبي ﷺ قالت: خسفت الشمس في حياة رسول الله ﷺ فخرج رسول الله ﷺ إلى المسجد فقام وكبر وصف الناس وراءه فاقترأ رسول الله ﷺ قراءة طويلة ثم كبر فركع ركوعا طويلا ثم رفع رأسه فقال سمع الله لمن حمده ربنا ولك الحمد ثم قام فاقترأ قراءة طويلة هي أدنى من القراءة الأولى ثم كبر فركع ركوعا طويلا هو أدنى من الركوع الأول ثم قال سمع الله لمن حمده ربنا ولك الحمد ثم سجد ثم فعل في الركعة الأخرى مثل ذلك وانجلت الشمس قبل أن ينصرف ثم قام فخطب الناس فأثنى على الله بما هو أهله ثم قال إن الشمس والقمر آيتان من آيات الله لا يخسفان لموت أحد ولا لحياته فإذا رأيتموها فافزعوا للصلاة." رواه مسلم 

## الجهر والأسرار
يسن الجهر بالقراءة في صلاة خسوف القمر. وأما في صلاة كسوف الشمس؛ ففي قول عند الشافعية أنها تكون سرية لا جهرية. بينما يرى آخرون أنها تكون جهرية مستدلين بحديث:
عَنْ عَائِشَةَ رَضِيَ اللَّهُ عَنْهَا قالت: «جَهَرَ النَّبيُّ صَلَّى اللَّهُ عَلَيْهِ وَسَلَّمَ فِي صَلَاةِ الْخُسُوفِ بِقِرَاءَتِهِ»
واستدل القائلون بأنها تكون بصفة الإسرار بحديث:
عن سمرة رضي الله عنه قال: «صلى بنا النبي ﷺ في كسوف لا نسمع له صوتا».
ففي الحديث الأول؛ الجهر بصلاة الخسوف لأنها ليلية والليل محل الجهر وفي الحديث الثاني الإسرار بصلاة الكسوف لأنها نهارية، والنهار محل الإسرار. فالجهر في خسوف القمر والإسرار في كسوف الشمس والأمر فيه سعة فأذأ جهر في صلاة الكسوف فلا باس والمهم أن يفزع المسلمون للصلاة والدعاء رجالا ونساء ليكشف الله ما بهم.

## إطالة الصلاة
عَنْ أَبِي مُوسَى قَالَ: «خَسَفَتْ الشَّمْسُ فَقَامَ النَّبيّ صَلَّى اللَّهُ عَلَيْهِ وَسَلَّمَ فَزِعًا يَخْشَى أَنْ تَكُونَ السَّاعَةُ فَأَتَى الْمَسْجِدَ فَصَلَّى بِأَطْوَلِ قِيَامٍ وَرُكُوعٍ وَسُجُودٍ رَأَيْتُهُ قَطُّ يَفْعَلُهُ». رواه البخاري (1059) ومسلم (912).

## الركعة الأولى أطول مِن الثانية
عَنْ عَائِشَةَ رَضِيَ اللَّهُ عَنْهَا قالت: «كَسَفَتْ الشَّمْسُ فَرَجَعَ ضُحًى فَمَرَّ رَسُولُ اللَّهِ صَلَّى اللَّهُ عَلَيْهِ وَسَلَّمَ بَيْنَ ظَهْرَانَيْ الْحُجَرِ ثُمَّ قَامَ فَصَلَّى وَقَامَ النَّاس وَرَاءَهُ فَقَامَ قِيَامًا طَوِيلًا ثُمَّ رَكَعَ رُكُوعًا طَوِيلًا ثُمَّ رَفَعَ فَقَامَ قِيَامًا طَوِيلًا وَهُوَ دُونَ الْقِيَامِ الْأَوَّلِ ثُمَّ رَكَعَ رُكُوعًا طَوِيلًا وَهُوَ دُونَ الرُّكُوعِ الْأَوَّلِ ثُمَّ رَفَعَ فَسَجَدَ سُجُودًا طَوِيلًا ثُمَّ قَامَ فَقَامَ قِيَامًا طَوِيلًا وَهُوَ دُونَ الْقِيَامِ الْأَوَّلِ ثُمَّ رَكَعَ رُكُوعًا طَوِيلًا وَهُوَ دُونَ الرُّكُوعِ الْأَوَّلِ ثُمَّ قَامَ قِيَامًا طَوِيلًا وَهُوَ دُونَ الْقِيَامِ الْأَوَّلِ ثُمَّ رَكَعَ رُكُوعًا طَوِيلًا وَهُوَ دُونَ الرُّكُوعِ الْأَوَّلِ ثُمَّ سَجَدَ وَهُوَ دُونَ السُّجُودِ الْأَوَّلِ ثُمَّ انْصَرَفَ». متفق عليه – وقد سبق قريباً -.

## النداء لصلاة الكسوف
ينادى لها «الصلاة جامعة» بلا أذان ولا إقامة.
"عن عبد الله بن عمرو، قال: لما كسفت الشمس على عهد رسول الله ﷺ نودي بالصلاة جامعة". متفق عليه. ويُكرِّر المنادي ذلك، حتى يظن أنه قد أسمع الناس. ولا يسن لها أذان ولا إقامة اتفاقاً.
عَنْ عَبْدِ اللَّهِ بْنِ عَمْرٍو أَنَّهُ قَالَ: «لَمَّا كَسَفَتْ الشَّمْسُ عَلَى عَهْدِ رَسُولِ اللَّهِ صَلَّى اللَّهُ عَلَيْهِ وَسَلَّمَ نُودِيَ إِنَّ الصَّلَاةَ جَامِعَةٌ فَرَكَعَ النَّبيُّ صَلَّى اللَّهُ عَلَيْهِ وَسَلَّمَ رَكْعَتَيْنِ فِي سَجْدَةٍ ثُمَّ قَامَ فَرَكَعَ رَكْعَتَيْنِ فِي سَجْدَةٍ ثُمَّ جَلَسَ ثُمَّ جُلِّيَ عَنْ الشَّمْسِ قَالَ وَقَالَتْ عَائِشَةُ رَضِيَ اللَّهُ عَنْهَا مَا سَجَدْتُ سُجُودًا قَطُّ كَانَ أَطْوَلَ مِنْهَا». رواه البخاري (1051) ومسلم (910).
قلت: ومعنى «سجدة»: ركعة.
وعَنْ عَائِشَةَ «أَنَّ الشَّمْسَ خَسَفَتْ عَلَى عَهْدِ رَسُولِ اللَّهِ صَلَّى اللَّهُ عَلَيْهِ وَسَلَّمَ فَبَعَثَ مُنَادِيًا الصَّلَاةُ جَامِعَةٌ فَاجْتَمَعُوا وَتَقَدَّمَ فَكَبَّرَ وَصَلَّى أَرْبَعَ رَكَعَاتٍ فِي رَكْعَتَيْنِ وَأَرْبَعَ سَجَدَاتٍ». رواه مسلم (901).

## صلاة الكسوف جماعة في المسجد
ثبت بالسنة النبوية الخروج لصلاة الكسوف في جماعة ولا مانع مِن أن يصلِّيها الناس في بيوتهم فرادى، وإن كان الأولى أن تكون في المسجد وفي جماعة. «وعَنْ عَائِشَةَ زَوْجِ النَّبِيِّ صَلَّى اللَّهُ عَلَيْهِ وَسَلَّمَ قَالَتْ خَسَفَتْ الشَّمْسُ فِي حَيَاةِ النَّبِيِّ صَلَّى اللَّهُ عَلَيْهِ وَسَلَّمَ فَخَرَجَ إِلَى الْمَسْجِدِ فَصَفَّ النَّاسُ وَرَاءَهُ فَكَبَّرَ فَاقْتَرَأَ رَسُولُ اللَّهِ صَلَّى اللَّهُ عَلَيْهِ وَسَلَّمَ قِرَاءَةً طَوِيلَةً...».
وهذا لا يتعارض مع الندب لأداء النوافل في البيت، فإن هذه الصلاة مما تشرع فيه الجماعة، فصار أداؤها في المسجد خير من أدائها في البيت.
وأما حديث «أفضل الصلاة صلاة المرء في بيته إلا المكتوبة» فالمراد بذلك ما لم تشرع له الجماعة؛ وأمَّا ما شرعت له الجماعة كصلاة الكسوف فَفِعْلُها في المسجد أفضل بسنَّة رسول الله المتواترة واتفاق العلماء.

## صلاة النساء في المسجد
ويسنُّ حضور النساء إلى المساجد لأداء الصلاة، ويجب التخلي عن الطيب والزينة في كل خروجٍ لَهُنَّ، ويتأكد الأمر ها هنا لما فيه من الفزع والتخويف بهذه الآية.
عَنْ أَسْمَاءَ بِنْتِ أَبِي بَكْرٍ رَضِيَ اللَّهُ عَنْهُمَا أَنَّهَا قَالَتْ: «أَتَيْتُ عَائِشَةَ زَوْجَ النَّبيِّ صَلَّى اللَّهُ عَلَيْهِ وَسَلَّمَ حِينَ خَسَفَتْ الشَّمْسُ فَإِذَا النَّاس قِيَامٌ يُصَلُّونَ وَإِذَا هِيَ قَائِمَةٌ تُصَلِّي فَقُلْتُ: مَا لِلنَّاسِ؟ فَأَشَارَتْ بِيَدِهَا إِلَى السَّمَاءِ وَقَالَتْ: سُبْحَانَ اللَّهِ! فَقُلْتُ: آيَةٌ؟ فَأَشَارَتْ أَيْ نَعَمْ، قَالَتْ: فَقُمْتُ حَتَّى تَجَلَّانِي الْغَشْيُ فَجَعَلْتُ أَصُبُّ فَوْقَ رَأْسِي الْمَاءَ فَلَمَّا انْصَرَفَ رَسُولُ اللَّهِ صَلَّى اللَّهُ عَلَيْهِ وَسَلَّمَ حَمِدَ اللَّهَ وَأَثْنَى عَلَيْهِ …». رواه البخاري (1053) ومسلم (905).

## رفع اليدين في الدعاء
عَنْ عَبْدِ الرَّحْمَنِ بْنِ سَمُرَةَ قَالَ: «بَيْنَمَا أَنَا أَرْمِي بِأَسْهُمِي فِي حَيَاةِ رَسُولِ اللَّهِ صَلَّى اللَّهُ عَلَيْهِ وَسَلَّمَ إِذْ انْكَسَفَتْ الشَّمْسُ فَنَبَذْتُهُنَّ وَقُلْتُ لَأَنْظُرَنَّ إِلَى مَا يَحْدُثُ لِرَسُولِ اللَّهِ صَلَّى اللَّهُ عَلَيْهِ وَسَلَّمَ فِي انْكِسَافِ الشَّمْسِ الْيَوْمَ فَانْتَهَيْتُ إِلَيْهِ وَهُوَ رَافِعٌ يَدَيْهِ يَدْعُو وَيُكَبِّرُ وَيَحْمَدُ وَيُهَلِّلُ حَتَّى جُلِّيَ عَنْ الشَّمْسِ فَقَرَأَ سُورَتَيْنِ وَرَكَعَ رَكْعَتَيْنِ».

## الخطبة بعد الصلاة
يسنُّ للإمام بعد الصلاة أن يخطب بالنَّاس خطبة واحدة، أو خطبتين، وهو مذهب الشافعي، يذكِّرهم باليوم الآخر، وبالحشر والقيامة، ويُعلِّمهم بحالهم في القبور وسؤال الملكين. ويحذِّرهم من الغفلة ويأمرهم بالإكثار من الدعاء والاستغفار؛ لفعل النبي صَلى الله عليه وسلم، فقد خطب الناس بعد الصلاة وقال: «إن الشمس والقمر آيتان من آيات الله لا ينكسفان لموت أحد ولا لحياته، فإذا رأيتم ذلك فادعوا الله وكَبِّروا، وصلوا وتصدقوا».
عَنْ جَابِرٍ قَالَ : «انْكَسَفَتْ الشَّمْسُ فِي عَهْدِ رَسُولِ اللَّهِ صَلَّى اللَّهُ عَلَيْهِ وَسَلَّمَ يَوْمَ مَاتَ إِبْرَاهِيمُ ابْنُ رَسُولِ اللَّهِ صَلَّى اللَّهُ عَلَيْهِ وَسَلَّمَ فَقَالَ: النَّاسُ إِنَّمَا انْكَسَفَتْ لِمَوْتِ إِبْرَاهِيمَ فَقَامَ النَّبِيُّ صَلَّى اللَّهُ عَلَيْهِ وَسَلَّمَ فَصَلَّى بِالنَّاسِ فَقَالَ: يَا أَيُّهَا النَّاسُ إِنَّمَا الشَّمْسُ وَالْقَمَرُ آيَتَانِ مِنْ آيَاتِ اللَّهِ وَإِنَّهُمَا لَا يَنْكَسِفَانِ لِمَوْتِ أَحَدٍ ولا لحياته»، فكانت خطبة الكسوف قصيرا وليست طويلا.

## نماذج مِن الخطبة
عَنْ أَسْمَاءَ قَالَتْ: «أَتَيْتُ عَائِشَةَ وَهِيَ تُصَلِّي فَقُلْتُ مَا شَأْنُ النَّاسِ فَأَشَارَتْ إِلَى السَّمَاءِ فَإِذَا النَّاسُ قِيَامٌ فَقَالَتْ سُبْحَانَ اللَّهِ قُلْتُ آيَةٌ؟ فَأَشَارَتْ بِرَأْسِهَا أَيْ نَعَمْ فَقُمْتُ حَتَّى تَجَلَّانِي الْغَشْيُ فَجَعَلْتُ أَصُبُّ عَلَى رَأْسِي الْمَاءَ فَحَمِدَ اللَّهَ عَزَّ وَجَلَّ النَّبِيُّ صَلَّى اللَّهُ عَلَيْهِ وَسَلَّمَ وَأَثْنَى عَلَيْهِ ثُمَّ قَالَ: مَا مِنْ شَيْءٍ لَمْ أَكُنْ أُرِيتُهُ إِلَّا رَأَيْتُهُ فِي مَقَامِي حَتَّى الْجَنَّةُ وَالنَّارُ فَأُوحِيَ إِلَيَّ أَنَّكُمْ تُفْتَنُونَ فِي قُبُورِكُمْ مِثْلَ أَوْ قَرِيبَ -لَا أَدْرِي أَيَّ ذَلِكَ قَالَتْ أَسْمَاءُ- مِنْ فِتْنَةِ الْمَسِيحِ الدَّجَّالِ يُقَالُ مَا عِلْمُكَ بِهَذَا الرَّجُلِ فَأَمَّا الْمُؤْمِنُ أَوْ الْمُوقِنُ – لَا أَدْرِي بِأَيِّهِمَا قَالَتْ أَسْمَاءُ – فَيَقُولُ هُوَ مُحَمَّدٌ رَسُولُ اللَّهِ جَاءَنَا بِالْبَيِّنَاتِ وَالْهُدَى فَأَجَبْنَا وَاتَّبَعْنَا هُوَ مُحَمَّدٌ ثَلَاثًا فَيُقَالُ نَمْ صَالِحًا قَدْ عَلِمْنَا إِنْ كُنْتَ لَمُوقِنًا بِهِ، وَأَمَّا الْمُنَافِقُ أَوْ الْمُرْتَابُ – لَا أَدْرِي أَيَّ ذَلِكَ قَالَتْ أَسْمَاء –ُ فَيَقُولُ لَا أَدْرِي سَمِعْتُ النَّاسَ يَقُولُونَ شَيْئًا فَقُلْتُهُ».
وعَنْ أَسْمَاءَ بِنْتِ أَبِي بَكْرٍ الصِّدِّيقِ رَضِيَ اللَّهُ عَنْهُمَا «أَنَّ النَّبِيَّ صَلَّى اللَّهُ عَلَيْهِ وَسَلَّمَ صَلَّى صَلَاةَ الْكُسُوفِ فَقَامَ فَأَطَالَ الْقِيَامَ …. ثُمَّ انْصَرَفَ فَقَالَ: "قَدْ دَنَتْ مِنِّي الْجَنَّةُ حَتَّى لَوْ اجْتَرَأْتُ عَلَيْهَا لَجِئْتُكُمْ بِقِطَافٍ مِنْ قِطَافِهَا وَدَنَتْ مِنِّي النَّارُ حَتَّى قُلْتُ أَيْ رَبِّ وَأَنَا مَعَهُمْ فَإِذَا امْرَأَةٌ حَسِبْتُ أَنَّهُ قَالَ تَخْدِشُهَا هِرَّةٌ قُلْتُ مَا شَأْنُ هَذِهِ قَالُوا حَبَسَتْهَا حَتَّى مَاتَتْ جُوعًا لَا أَطْعَمَتْهَا وَلَا أَرْسَلَتْهَا تَأْكُلُ مِن خَشَاشِ الْأَرْضِ"».
وعَنْ عَائِشَةَ أَنَّهَا قَالَتْ: «خَسَفَتْ الشَّمْسُ فِي عَهْدِ رَسُولِ اللَّهِ صَلَّى اللَّهُ عَلَيْهِ وَسَلَّمَ فَصَلَّى رَسُولُ اللَّهِ صَلَّى اللَّهُ عَلَيْهِ وَسَلَّمَ بِالنَّاسِ فَقَامَ فَأَطَالَ الْقِيَامَ …. ثُمَّ انْصَرَفَ وَقَدْ انْجَلَتْ الشَّمْسُ فَخَطَبَ النَّاسَ فَحَمِدَ اللَّهَ وَأَثْنَى عَلَيْهِ ثُمَّ قَالَ إِنَّ الشَّمْسَ وَالْقَمَرَ آيَتَانِ مِنْ آيَاتِ اللَّهِ لَا يَخْسِفَانِ لِمَوْتِ أَحَدٍ وَلَا لِحَيَاتِهِ فَإِذَا رَأَيْتُمْ ذَلِكَ فَادْعُوا اللَّهَ وَكَبِّرُوا وَصَلُّوا وَتَصَدَّقُوا ثُمَّ قَالَ: يَا أُمَّةَ مُحَمَّدٍ وَاللَّهِ مَا مِنْ أَحَدٍ أَغْيَرُ مِنْ اللَّهِ أَنْ يَزْنِيَ عَبْدُهُ أَوْ تَزْنِيَ أَمَتُهُ يَا أُمَّةَ مُحَمَّدٍ وَاللَّهِ لَوْ تَعْلَمُونَ مَا أَعْلَمُ لَضَحِكْتُمْ قَلِيلًا وَلبَكَيْتُمْ كَثِيرًا».
وعَنْ جَابِرٍ قَالَ: «انْكَسَفَتْ الشَّمْسُ فِي عَهْدِ رَسُولِ اللَّهِ صَلَّى اللَّهُ عَلَيْهِ وَسَلَّمَ يَوْمَ مَاتَ إِبْرَاهِيمُ ابْنُ رَسُولِ اللَّهِ صَلَّى اللَّهُ عَلَيْهِ وَسَلَّمَ فَقَالَ النَّاسُ إِنَّمَا انْكَسَفَتْ لِمَوْتِ إِبْرَاهِيمَ فَقَامَ النَّبِيُّ صَلَّى اللَّهُ عَلَيْهِ وَسَلَّمَ فَصَلَّى بِالنَّاسِ … ثُمَّ تَأَخَّرَ وَتَأَخَّرَتْ الصُّفُوفُ خَلْفَهُ حَتَّى انْتَهَيْنَا - وَقَالَ أَبُو بَكْرٍ حَتَّى انْتَهَى إِلَى النِّسَاءِ - ثُمَّ تَقَدَّمَ وَتَقَدَّمَ النَّاسُ مَعَهُ حَتَّى قَامَ فِي مَقَامِهِ فَانْصَرَفَ حِينَ انْصَرَفَ وَقَدْ آضَتْ الشَّمْسُ فَقَالَ يَا أَيُّهَا النَّاسُ إِنَّمَا الشَّمْسُ وَالْقَمَرُ آيَتَانِ مِنْ آيَاتِ اللَّهِ وَإِنَّهُمَا لَا يَنْكَسِفَانِ لِمَوْتِ أَحَدٍ مِنْ النَّاسِ -وَقَالَ أَبُو بَكْرٍ لِمَوْتِ بَشَرٍ- فَإِذَا رَأَيْتُمْ شَيْئًا مِنْ ذَلِكَ فَصَلُّوا حَتَّى تَنْجَلِيَ مَا مِنْ شَيْءٍ تُوعَدُونَهُ إِلَّا قَدْ رَأَيْتُهُ فِي صَلَاتِي هَذِهِ لَقَدْ جِيءَ بِالنَّارِ وَذَلِكُمْ حِينَ رَأَيْتُمُونِي تَأَخَّرْتُ مَخَافَةَ أَنْ يُصِيبَنِي مِنْ لَفْحِهَا وَحَتَّى رَأَيْتُ فِيهَا صَاحِبَ الْمِحْجَنِ يَجُرُّ قُصْبَهُ فِي النَّارِ كَانَ يَسْرِقُ الْحَاجَّ بِمِحْجَنِهِ فَإِنْ فُطِنَ لَهُ قَالَ إِنَّمَا تَعَلَّقَ بِمِحْجَنِي وَإِنْ غُفِلَ عَنْهُ ذَهَبَ بِهِ وَحَتَّى رَأَيْتُ فِيهَا صَاحِبَةَ الْهِرَّةِ الَّتِي رَبَطَتْهَا فَلَمْ تُطْعِمْهَا وَلَمْ تَدَعْهَا تَأْكُلُ مِنْ خَشَاشِ الْأَرْضِ حَتَّى مَاتَتْ جُوعًا ثُمَّ جِيءَ بِالْجَنَّةِ وَذَلِكُمْ حِينَ رَأَيْتُمُونِي تَقَدَّمْتُ حَتَّى قُمْتُ فِي مَقَامِي وَلَقَدْ مَدَدْتُ يَدِي وَأَنَا أُرِيدُ أَنْ أَتَنَأوَلَ مِنْ ثَمَرِهَا لِتَنْظُرُوا إِلَيْهِ ثُمَّ بَدَا لِي أَنْ لَا أَفْعَلَ فَمَا مِنْ شَيْءٍ تُوعَدُونَهُ إِلَّا قَدْ رَأَيْتُهُ فِي صَلَاتِي هَذِهِ».

## حكم صلاة الكسوف
صلاة كسوف الشمس والقمر سنة مؤكدة، ويسن أدائها في جماعة كما صلّاها النبي ﷺ، وليست شرطاً فيها بل تصح فرادى. والسُّنَّة أن يصليها في المسجد؛ قالت عائشة: «خسفت الشمس في حياة رسول الله ﷺ، فخرج إلى المسجد، فصف الناس وراءه». رواه البخاري.
وتشرع في حق النساء؛ لأن عائشة وأسماء صلتا مع رسول الله ﷺ في المسجد. رواه البخاري.

### وقتها
- وقتها من ابتداء الكسوف إلى ذهابه ولا تصلى حتى يرى الناس الكسوف لقوله - صَلَّى اللَّهُ عَلَيْهِ وَسَلَّمَ -: «إذا رأيتم شيئاً من ذلك فصلوا حتى ينجلي». رواه مسلم.

### صلاة الخسوف
الصلاة عند خسوف القمر كالصلاة في خسوف الشمس لقوله ﷺ: «فإذا رأيتموها فافزعوا للصلاة».